# Ivan De Vadder
Ivan De Vadder, né à Uccle le 9 août 1964, est un journaliste politique belge.

## Biographie
Ivan De Vadder étudie la philologie germanique et est diplômé de l’Université catholique de Louvain. Il commence sa carrière à la VRT — appelée alors BRT — en tant que chroniqueur de la circulation routière. En 1990, il occupe une fonction de chroniqueur scientifique au sein de l'équipe de l'émission de Radio 1 Eenhoorn et passe l'examen de journalisme l'année suivante (1991), puis entre en service comme commentateur du journal télévisé, puis entièrement en tant que journaliste à partir de 1994 à la Rue de la Loi de Bruxelles. De 1996 à 2003, il occupe le poste d’animateur du talk-show politique De zevende dag. Il devient une figure incontournable des soirées d'analyse de résultats électoraux sur la chaîne VRT ; on le retrouve régulièrement sur la chaîne Canvas ou en tant que commentateur politique lors des principaux journaux télévisés de la VRT et présentateur d'émissions politiques, jusqu'à la seconde moitié de l'an 2010, où il anime chaque semaine une version revue de l'émission De zevende dag.
Ivan De Vadder habite Gand.

## Publications
En mai 2010, Ivan De Vadder publie Plaidoyer pour une politique honnête, un livre dans lequel il donne son analyse en vue des élections nationales.

## Controverse
Lors de l'émission dominicale De zevende dag du 5 décembre 2010, Ivan s'est emporté quand Yves Leterme, venu s'exprimer en tant que coordinateur de la politique d'asile sur la chaîne publique VRT, n'a pas daigné répondre à la question du journaliste ni interrompre son discours impertinent tandis que le journaliste tentait de passer aux questions suivantes. Yves Leterme, venu répondre en tant que coordinateur de la politique d'asile belge aux critiques visant les manques du gouvernement en la matière. Mais il s'est livré essentiellement à un long historique de ce que le gouvernement avait fait dans le domaine et s'est refusé à répondre aux questions du journaliste qui l'interrogeait.